# Paolo Cesaretti
Paolo Cesaretti (né en 1957 à Milan) est un historien italien, maître de conférences à l'université de Bergame, où il enseigne la civilisation byzantine et l'histoire romaine,.

## Biographie
Paolo Cesaretti est l’auteur de travaux sur l'hagiographie byzantine (VIe – XIe siècles), la fortune des classiques grecs et la tradition philologique byzantine (VIe – XIIe siècles), sur l’Antiquité Tardive et le VIe siècle, ainsi que sur les relations entre Byzance et l’Occident.
De formation hagiographique (il est un ancien étudiant de l’université d'Uppsala en Suède), il étudie également le rapport existant entre les grandes codifications de la sainteté (le Synaxaire de Constantinople, l’ouvrage de Syméon le Métaphraste, etc.) et leur origine dans la société byzantine. 
Il est l’auteur de monographies, d’éditions critiques, d’articles parus dans des revues internationales, ainsi que de traductions comme celle de l’Histoire Secrète de Procope de Césarée en italien en 1996. 
En 2002, il reçoit le prix littéraire Grinzane Cavour dans la catégorie "non-fiction" pour sa biographie de l'impératrice Théodora.
Il enseigne la civilisation byzantine à l’Université Gabriele d’Annunzio de Chieti et à la Fondaton cardinal Giovanni de Milan. 
Il anime également des séminaires sur l’hagiographie byzantine du Xe siècle.

## Publications
- Théodora : Impératrice de Byzance, Payot, 2003
- Les origines de l'art byzantin, Jaca Book, 2005
- La vie d'Anna de Byzance, un souverain entre l'Est et l'Ouest, Knopf, 2006
- Ravenne, les splendeurs d'un empire, Broché, 2006 (monographie historique, traduite en 3 langues)
- Les quatre femmes de l'empereur Léon VI. Histoire de Byzance et sa cour, Knopf, 2015